# Давидов Сергій Юрійович
Сергій Давидов (рос. Сергей Давидов, нар. 28 липня 1979) — російський футболіст, що грав на позиції нападника.

## Ігрова кар'єра
У дорослому футболі дебютував 1998 року виступами за команду «Хімки», в якій того року взяв участь у 35 матчах чемпіонату. 
Своєю грою за цю команду привернув увагу представників тренерського штабу клубу «Локомотив» (Вязьма), до складу якого приєднався 1999 року.
Згодом з 2000 по 2004 рік грав у складі команд «Німан» (Гродно), «Лада» (Тольятті) та «Чорноморець» (Новоросійськ). У складі «Німана» в сезоні 2001 року став з 25-ма забитими голами найкращим бомбардиром найвищого дивізіону Білорусі.
У 2004 році уклав контракт з клубом «Носта», у складі якого провів наступні два роки своєї кар'єри гравця. Більшість часу, проведеного у складі новотроїцької «Ности», був основним гравцем атакувальної ланки команди. У складі новотроїцької «Ности» був одним з головних бомбардирів команди, маючи середню результативність на рівні 0,57 голу за гру першості.
Протягом 2007—2008 років захищав кольори клубів «Волга» (Ульяновськ) та «Лада» (Тольятті).
У 2009 році перейшов до клубу «Дніпро» (Смоленськ), за який відіграв 7 сезонів. Граючи у складі смоленського «Дніпра» також здебільшого виходив на поле в основному складі команди. Завершив професійну кар'єру футболіста виступами за команду «Дніпро» Смоленськ у 2016 році.